# ستونی کریک، انتاریو
ستونی کریک، انتاریو (به انگلیسی: Stoney Creek, Ontario) یک منطقهٔ مسکونی در کانادا است که در همیلتون، انتاریو واقع شده‌است. ستونی کریک ۱۰۰٫۲۵ کیلومتر مربع مساحت و ۶۹٬۴۷۰ نفر جمعیت دارد.